# Schoenmaat

De schoenmaat is een hulpmiddel bij het passen van schoenen. Door zowel aan voeten als aan schoenen een schoenmaat toe te kennen, vindt men sneller een passende schoen. De schoenmaat is gerelateerd aan de lengte van de voet. Bij het bepalen van de verhouding tussen de lengte en de breedte van de schoen, gaat de schoenindustrie van gemiddelden uit. Bij brede of smalle schoenen wordt vaak een letter aan de schoenmaat toegevoegd (E, G, H, K of M).
De gebruikte maten zijn niet in elk land hetzelfde. Zo komt maat 43 in Nederland overeen met maat 9 voor mannen in het Verenigd Koninkrijk. In sommige systemen worden voor mannen, vrouwen en kinderen verschillende maten gebruikt. Om te bepalen welke maten met elkaar overeenkomen kunnen conversietabellen worden gebruikt. Er zijn echter veel tabellen in omloop, die soms van elkaar afwijken.
In continentaal Europa gebruikt men, ongeacht leeftijd of geslacht, de volgende formule om de schoenmaat vast te stellen:
{\displaystyle {\mbox{schoenmaat}}={\frac {3}{2}}\times ({\mbox{voetlengte in centimeters}}+1{,}5)}
De voetlengte + 1,5 centimeter is de leestlengte.
De factor 3/2 hangt samen met een oude lengtemaat, de Franse steek, die gelijk is aan 2/3 van een centimeter.
Om de voetlengte te meten dient de voet plat op de grond te worden geplaatst, de persoon rechtop te staan en het lichaamsgewicht in gelijke mate over beide voeten te worden verdeeld. De voetlengte is de afstand tussen twee aan elkaar evenwijdige vlakken die loodrecht staan op de richting van de voet, waarbij het ene vlak de top van de meest uitstekende teen raakt (vaak de grote teen), en het andere vlak net het meest uitstekende gedeelte van de hiel raakt.
Bij klompen wordt bovenstaande formule niet toegepast en hanteert men enkel de lengte van de voet, in centimeters.